# 화원중학교 (전남)
화원중학교(花源中學校)는 대한민국 전라남도 해남군 화원면 신덕리에 있는 사립 중학교이다.

## 학교 연혁
- 1966년 2월 24일 : 학교법인 춘계학원 인가
- 1966년 2월 28일 : 초대 홍종성 이사장 취임
- 1966년 3월 1일 : 개교
- 1966년 3월 1일 : 초대 홍종성 교장 취임
- 2022년 12월 2일 : 제4대 홍석융 이사장 취임
- 2023년 3월 1일 : 제14대 조병준 교장 부임
- 2025년 1월 10일 : 제57회 21명 졸업(총 졸업생수 7,325명)

## 참고 자료
- 화원중학교 - 한국교육학술정보원 학교알리미